# Delmiro Segundo Villagra
Delmiro Segundo Villagra Paredes, conocido también como El Negro, (Río Turbio, 18 de noviembre de 1954 - La Plata, 6 de enero de 1977) fue un estudiante argentino detenido desaparecido por el terrorismo de Estado en Argentina el 22 de diciembre de 1976.

## Primeros años
Delmiro Segundo Villagra nació el 18 de noviembre de 1954 en la localidad de Río Turbio, en el extremo sudoeste de la provincia de Santa Cruz. Era hijo de un peón rural que trabajaba en el campo. Realizó la secundaria en la escuela agrotécnica de Río Grande ubicada en la Misión Salesiana, al norte de dicha localidad. Allí obtuvo el título de agrónomo especializado en producción ovina.

## Estudios y militancia
En el año 1974 se fue a vivir a la ciudad de La Plata (provincia de Buenos Aires) para estudiar en la Facultad de Ciencias Veterinarias de la Universidad Nacional de La Plata. Durante sus años allí militó en la Juventud Universitaria Peronista (JUP) de su facultad, así como en Montoneros. Además tenía una importante vida social, ya que su casa era un lugar de encuentro para estudiantes, donde se realizaban reuniones y fiestas, donde a veces tocaba la guitarra y cantaba.

## Desaparición
El 22 de diciembre de 1976, se encontraban en su vivienda en la calle 32 entre 2 y 3, Delmiro Segundo junto con Félix Alberto Escobar y Roberto Adolfo Val, cuando fueron secuestrados. Al mismo tiempo, Domingo Alconada Moreira, quien también vivía con ellos pero no se encontraba en allí, fue secuestrado en las cercanías.  En esa casa todos eran militantes de la Juventud Universitaria Peronista. No se ha podido reconstruir en qué centros clandestinos de detención estuvo prisionero.

## Aparición de su cuerpo
Su cuerpo apareció en la madrugada del 6 de enero de 1977 en un supuesto enfrentamiento armado producido por un intento de fuga, procedimiento conocido como ley de fugas para encubrir los asesinatos de presos. Esa misma noche también fueron asesinados otros cinco militantes: Dardo Cabo, Roberto Pirles, Félix Escobar y los hermanos Victorio y Ana María Perdighé.
Por el análisis de huellas dactilares se sabe que su cuerpo fue enterrado en el Cementerio de La Plata. En el mes de diciembre de 2011 se exhumaron 6 cuerpos, de los cuales se pudo identificar por ADN el de Félix Alberto Escobar, dado que no se pudo obtener muestras de ADN.

## Homenajes
Existe un documental titulado "La sombra de Segundo" que trata sobre la búsqueda de un sobrino suyo por conocer a Delmiro Segundo Villagra, para saber quién y cómo era su tío, y por qué lo desaparecieron.
El 1 de septiembre de 2023 su legajo fue recuperado en el marco del Programa de reparación de legajos de integrantes de la comunidad universitaria víctimas del terrorismo de Estado, que lleva adelante la Dirección de Políticas de Memoria y Reparación de la Secretaría de Derechos Humanos y Políticas de Igualdad de la Universidad Nacional de La Plata.